# Potencia de Fuego (cómic)
Potencia de Fuego es el nombre de dos supervillanos de Iron Man publicados por Marvel Comics.
El personaje ha hecho apariciones menores a través de varios medios de comunicación, como la televisión de animación y la película de acción en vivo de Marvel Cinematic Universe Iron Man 3 (2013), en el que fue interpretado por Ashley Hamilton.

## Biografía ficticia del personaje

### Jack Taggert
Jack Taggert trabajó en un traje pilotable experimental para el Proyecto: Potencia de Fuego para Edwin Cord (un empresario rival de Tony Stark). El proyecto fue supuestamente designado por las Fuerzas Armadas de los Estados Unidos, junto con el senador Boynton, para servir como un elemento disuasorio definitivo contra los oponentes de los Estados Unidos. Sin embargo, cuando Iron Man lanzó sus "Armor Wars", atacando villanos blindados e incluso agentes del gobierno sin provocación, el programa Potencia de Fuego fue modificado con el objetivo específico de detener a Iron Man. Mientras Taggert continuó entrenando para la pelea con Iron Man utilizando una plataforma simuladora, Boynton invitó a Tony Stark a la primera demostración formal del traje de Potencia de Fuego, creyendo que Iron Man de alguna manera se enteraría de su "ex-empleador", y esperando atraer al Vengador pícaro en una trampa. Stark decidió observar las pruebas de un helicóptero SE, pilotado por Jim Rhodes, permitiendo así a Stark escapar como Iron Man y atacar a Potencia de Fuego sin que su ausencia sea notada por Boynton o el ejército. Las pruebas contra tanques y aviones jet resultaron tan devastadoras, sin embargo, que Rhodey sugirió abortar; sin embargo, decidido a destruir cada pedacito de la tecnología de Iron Man no bajo su control, Stark se unió a la lucha. Iron Man encontró que el masivo traje Potencia de Fuego era capaz de resistir sus ataques, y Potencia de Fuego fue incluso capaz de emboscar a Iron Man a través de una pared del cañón. Cuando Iron Man colocó un paquete Negador (el dispositivo que utiliza para desactivar su tecnología de armadura) en Potencia de Fuego, se sorprendió al descubrir que no funcionaba - el gobierno había estudiado el paquete Negador que Iron Man había tratado de utilizar en Mantarraya, y encontró una forma de proteger los circuitos de Potencia de Fuego de los efectos del paquete. Gravemente dañado y herido, Iron Man se retiró al helicóptero, esperando ganar algo de tiempo. Sin embargo, Stark y Rhodey rápidamente se dieron cuenta de que el ejército los consideran "pérdidas aceptables" en detener a Iron Man, así mientras Taggert estaba siendo ordenado para apuntar al helicóptero, Iron Man huyó. Taggert lanzó el "Terminax", un misil nuclear de baja potencia, y destruyó por completo la armadura de Iron Man, dejando que sus pedacitos con sangre cayeran al suelo desierto.
Stark había fingido la muerte de Iron Man enviando a la armadura "Centurión Plateado" en piloto automático, lleno de sangre falsa que había a bordo del helicóptero "por si acaso", a fin de permitir que el mundo crea que Iron Man estaba muerto (las heridas de Stark fueron atribuidas a la onda expansiva de la detonación del Terminax). Stark estaba dispuesta a dejar a Iron Man muerto, pero fue durante este tiempo que Cord Edwin tomó ventaja. Chantajeó a Boynton y al ejército para permitirle mantener a Potencia de Fuego, amenazando con revelar a la prensa uno de los "verdaderos" propósitos de Potencia de Fuego - control de disturbios. Cord entonces utilizó a Potencia de Fuego para amenazar al grupo de Fabricación Marsten para rechazar la oferta de Stark, para atacar la división Accutech SE y atacar y amenazar personalmente a Tony Stark y sus trabajadores. Finalmente después de haber tenido suficiente de Potencia de Fuego, Stark se encerró en su laboratorio privado para construir un nuevo conjunto de armadura, incorporando una serie de mejoras y nuevas armas, así como la combinación "clásica" de colores rojo y oro. A pesar de que la nueva armadura fue completa, Potencia de Fuego estaba atacando otra instalación propiedad de Empresas Stark, por lo que Stark rápidamente se enfrentó a Potencia de Fuego como el "nuevo" Iron Man. Taggert, convencido de que podía despachar este Iron Man nuevo tan rápido como lo hizo el "primero", se sorprendió al encontrar la armadura Potencia de Fuego superada por su rival. Iron Man fue capaz de vencer o neutralizar todas las armas principales de Potencia de Fuego. En un último y desesperado intento de ganar, Taggert activó el Terminax para disparar sin un blanco definido, esperando que Iron Man fuera vaporizado en el intento de detener o redirigir el misil. Sin embargo, la mochila que albergaba el lanzamisiles había sido dañada por los rayos de pulso de Iron Man, atrapando al Terminax y amenazando a todos en las cercanías. Taggert le rogó a Iron Man que lo liberara de la armadura, pero Iron Man le dijo que si la armadura fue sellada magnéticamente, no había nada que pudiera hacer para liberarlo. Iron Man utilizó un pulso electromagnético - un truco aprendido de Fuerza - para desactivar la armadura Potencia de Fuego (y la suya) por seis minutos. Esto le dio a Iron Man tiempo suficiente para encontrar una manera de apagar el temporizador del arma nuclear, una vez los sistemas de las armaduras volvieran en línea. Hasta el reinicio, al temporizador le quedaban nueve segundos, Iron Man lo detuvo con éxito en ocho. Taggert, ahora ya no más temiendo a ser volado, dijo a Iron Man que había otros como él que estarían para matar a Iron Man como lo había hecho y destruir Empresas Stark, con lo cual Iron Man desgarró la armadura Potencia de Fuego, impresionando a Taggert en aquiescencia. Taggert y Cord fueron puestos bajo custodia, mientras que Stark decidió que el mundo todavía necesitaba un Iron Man.
Jack Tagger más tarde reaparece donde él pilota una nueva armadura Potencia de Fuego dada a él por Mandarín cuando es reclutado para ayudar a otros enemigos de Iron Man a derrotar a Iron Man.

### David Roberts
Un segundo Potencia de Fuego, es un funcionario del gobierno llamado David Roberts que fue enviado a derrocar a Atom-Smasher, un ecoterrorista que trató de hacer ilegales los basureros en una finca propiedad de Stane Internacional (utilizado para proyectos del gobierno) y llegó a la atención de los medios. Un nuevo Potencia de Fuego fue enviado por funcionarios de alto rango del gobierno que temían un escándalo y le ordenaron eliminar a Atom Smasher. Más elegante que el original, esta Potencia de Fuego en realidad tiene menos armas, pero parece embalar un sacador más duro todavía con las armas a bordo. Potencia de Fuego se encargó de Atom Smasher y sujetaba el suyo. Luego, Máquina de Guerra decidió poner fin a la pelea con una explosión EMP que los hizo a ambos inoperables hasta que sus sistemas se reiniciaron. Desde que el auto reinicio de Potencia de Fuego fue después de 14 minutos, mientras que Máquina de Guerra es reiniciado en 6 minutos, Rhodes llevó a cabo el traje al ejército a detallar fuera de la Instalación Stane y les ordenó que salieran de la propiedad.

## Poderes y habilidades
La armadura de Potencia de Fuego le proporciona un alto grado de protección contra ataques energéticos y físicos. Su fuerza, reflejos y resistencia han sido mejorados por su armadura y puede volar a velocidades subsónicas. El traje tiene también aire acondicionado para evitar la incomodidad para el operador. La armadura de Potencia de Fuego contiene una amplia gama de sensores y una impresionante variedad de armas, incluyendo cuatro misiles de superficie-a-aire montados en la espalda (y misiles adicionales montados en puntos fuertes en la pierna), láseres de haz de calor montados en el pecho, mini-granadas y cañones concusivos montados al brazo. La armadura también puede disparar un pequeño misil nuclear táctico conocido como "Terminax" de un tubo lanzador montado a la espalda. Descrito como un "esmoquin de dos toneladas" por Jack Taggart, el traje era muy grande y su portador tenía que ser levantado en él con una grúa especial.

## Otras versiones

### Ultimate Marvel
En Ultimate Comics: Armor Wars, la versión de Marvel Ultimate de Armor Wars, Potencia de Fuego es el nombre en clave para un escuadrón de antidisturbios de la Policía Metropolitana de Londres en la armadura de poder basada en la tecnología robada de Ultimate Iron Man. Iron Man interviene cuando la armadura Potencia de Fuego es utilizada contra manifestantes pacíficos, y con la ayuda de Justine Hammer provee al Gobierno Británico con la prueba de que los diseños que el Gobierno compró eran robados, llevándolos a retirados. Curiosamente, la armadura Potencia de Fuego tiene una similitud llamativa a la armadura de Halo.

## En otros medios

### Televisión
- En la adaptación animadade dos partes de "Armor Wars" de Iron Man, Potencia de Fuego (con la voz de Efrem Zimbalist, Jr.) era un autómata construido por Justin Hammer para acabar con Iron Man. Debido a que era Propiedad Industrial Hammer, el Paquete Negador de Iron Man no funciona en él. Iron Man fingió su muerte, pero volvió en una nueva armadura cuando empezó a atacar propiedades de las Industrias Stark. Después de prevenir que su misil saliera, Iron Man usa su traje para introducirse en los restos de Potencia de Fuego para saber que Justin Hammer estaba detrás de los villanos blindados utilizando sus diseños de la armadura Stark.

- Potencia de Fuego aparece en Iron Man: Armored Adventures episodio "Armor Wars." En la Expo Internacional de la Guardia Stark, Potencia de Fuego es presentado como el tercer Guardián que fue hecho de los diseños de la armadura Hulkbuster. Después de que Iron Man hackea en la pantalla de televisión que revela las identidades de Fuerza y Shockwave como matones de Maggia. Potencia de Fuego, Shockwave, y Fuerza terminan atacando a Iron Man, pero se las arregla para acabar con Potencia de Fuego desactivando los cables en su armadura.

### Películas
- Jack Taggert aparece como un villano menor en Iron Man 3 interpretado por Ashley Hamilton.[6] Sin embargo, su nombre se deletrea "Taggart". En la película, Taggart es un soldado reclutado por Aldrich Killian para participar en el programa Extremis, donde se le inyecta el virus Extremis. En el TCL Chinese Theatre, Taggert se encuentra con Eric Savin, el secuaz de Killian, quien le da varias inyecciones. Happy Hogan, que había estado observando la escena, intenta confiscar una inyección. Sin embargo, él es derrotado cuando pelea con Savin. Al inyectarse a sí mismo, el virus en Taggert funciona mal debido a una sobredosis, lo que lo lleva a explotar con Hogan herido, mientras que Savin puede curar todas sus heridas.

### Videojuegos
- Potencia de Fuego aparece en las versiones de PSP, Wii y móviles del videojuego Iron Man 2 con la voz de Cedric Yarbrough. Él parece estar trabajando con Advanced Idea Mechanics, se une al ataque sobre Budapest y lleva un traje azul grande con más fuerza y armas que el jugador (de ahí el nombre). Él lucha contra Máquina de Guerra fuera de un hotel. Máquina de Guerra ya identifica a Potencia de Fuego como un mercenario.